# جبل الريحان (تونس)
جبل الريحان جبل يقع بشمال الجمهورية التونسية على الشريط الحدودي بين ولايتي سليانة وباجة، جنوب مدينة مجاز الباب وشمال مدينة بوعرادة. يبلغ ارتفاعه 730 م.